# D-aspartato ossidasi
La D-aspartato ossidasi è un enzima appartenente alla classe delle ossidoreduttasi, che catalizza la seguente reazione:
D-aspartato + H2O + O2 ⇄ ossalacetato + NH3 + H2O2
È una flavoproteina (FAD).